# Izusan-jinja
L'Izusan-jinja (伊豆山神社) est un sanctuaire shinto situé dans la ville d'Atami, préfecture de Shizuoka au Japon. Le sanctuaire a porté beaucoup de noms au cours de sa longue histoire, dont Soto-jinja (走湯神社). Le principal matsuri (festival) du Izusan-jinja se tient tous les ans le 15 avril.

## Kami
Le principal kami du Izusan-jinja est Izu Dai gongen (伊豆大権現), un amalgame de Honomusuhi-no-mikoto (火牟須比命), Izanagi (伊邪那伎命) et son consort Izanami (伊邪那美命).

## Histoire
[Traduire passage]

## Biens culturels
En raison du mouvement shinbutsu bunri apparu après la restauration de Meiji, l'Izusan-jinja ne conserve que peu d'objets de son passé. Trois d'entre eux sont désignés bien culturel important :
- Sūtra du Cœur, écrit par l'empereur Go-Nara ;
- statue en bois d'une divinité masculine shinto ;
- épée (non signée), offerte par le prince Nashimoto Morimasa.